# Arthur Hitchins
Arthur William Hitchins (1 tháng 12 năm 1913 – 1975) là một cầu thủ bóng đá thi đấu cho Walthamstow Avenue, Lee Bridge Gasworks, Tottenham Hotspur, Northfleet United, Tottenham Hotspur.

## Sự nghiệp bóng đá
Hitchins bắt đầu sự nghiệp tại Walthamstow Avenue trước khi gia nhập Tottenham Hotspur năm 1934. Hitchins có khoảng thời gian với đội bóng con của Tottenham là Northfleet United  và trở lại White Hart Lane năm 1937. Cầu thủ centre half tiếp tục có 42 trận và ghi 1 bàn cho "Lilywhites" trên mọi đấu trường giai đoạn 1937–39.